# Auf der Maur (album)
Pour les articles homonymes, voir Auf der Maur.
Auf Der Maur est le premier album du projet en solo de Melissa Auf Der Maur, sorti en février 2004 le label Capitol Records. Les titres ont été écrits durant la décennie d'activités de Melissa Auf Der Maur dans l'industrie du disque, d'abord au sein de Hole puis des Smashing Pumpkins. De nombreux musiciens qu'elle a côtoyés durant sa carrière ont participé à l'enregistrement de cet album, comme Eric Erlandson (Hole), James Iha (The Smashing Pumpkins), Josh Homme (Queens of the Stone Age), et Jeordie White (Marilyn Manson). 
Une tournée a été effectuée en Europe et aux États-Unis au printemps 2004 avec des musiciens recrutés pour l'occasion.

## Titres
Tous les titres ont été écrits par Melissa Auf der Maur, sauf mention contraire.
1. "Lightning Is My Girl" – 4:09
2. "Followed the Waves" – 4:48
3. "Real a Lie" (Auf der Maur, Steve Durand) – 4:22
4. "Head Unbound" – 3:58
5. "Taste You" – 4:39
6. "Beast of Honor" – 3:27
7. "I'll Be Anything You Want" (Auf der Maur, Josh Homme) – 2:57
8. "My Foggy Notion" – 4:48
9. "Would If I Could" – 3:40
10. "Overpower Thee" (Auf der Maur, Homme) – 2:35
11. "Skin Receiver" (Steve Durand) – 3:35
12. "I Need I Want I Will" (Auf der Maur, Homme) – 7:32
13. "Untitled" (Piste cachée de la grand-mère de Melissa Auf der Maur qui chante)
14. "Taste You" (version française) (piste cachée, pas dans la version anglophone)